# Université de l'Est de la Finlande
L'université de l'est de la Finlande (en finnois : Itä-Suomen yliopisto) est une institution publique de formation universitaire finlandaise créée en 2010, qui a des campus dans les villes de Kuopio et Joensuu. 

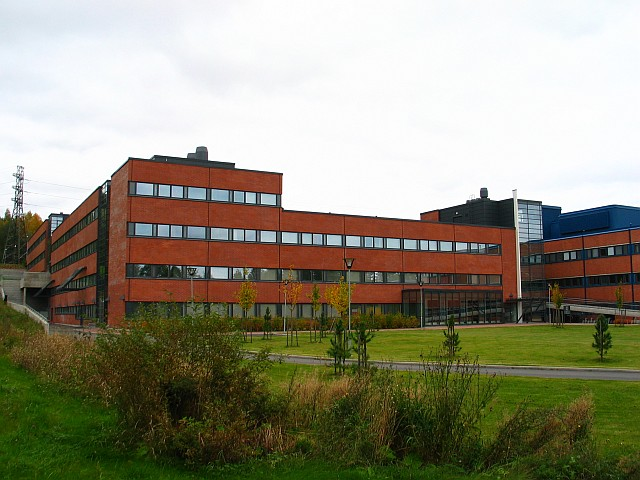
Le bâtiment Canthia du campus de Kuopio.

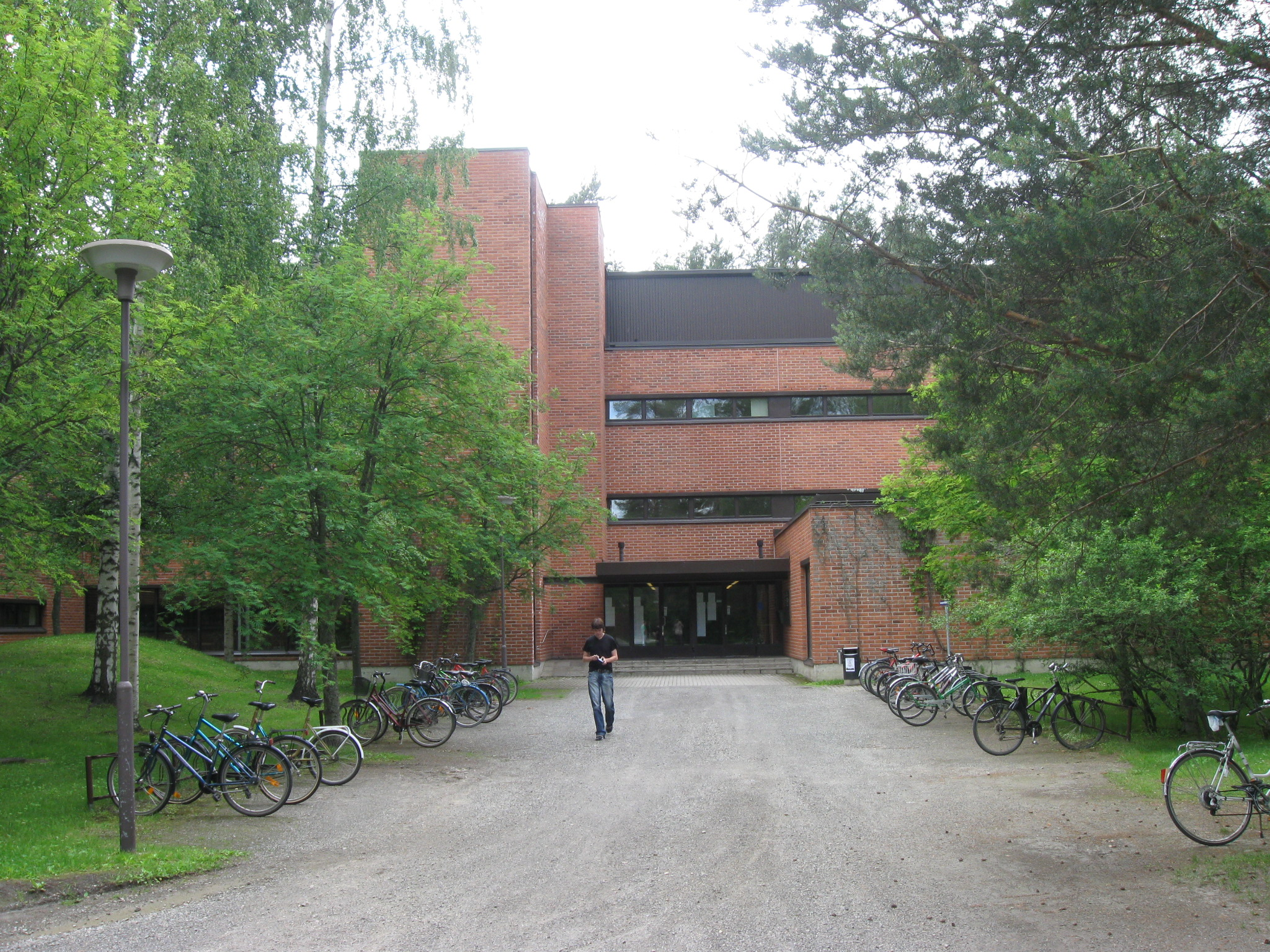
Le bâtiment Futura du campus de Joensuu.

## Description
L'université résulte de la fusion le 1er novembre 2010 des universités Joensuu et de Kuopio. L'université accueille environ 15 000 étudiants et emploie 2800 personnes. Elle offre des enseignements dans plus de 100 spécialités.

## Facultés
L'université a quatre facultés :
- la faculté de Philosophie (Joensuu) ;
- la faculté de Sciences naturelles et de sylviculture (Joensuu, Kuopio) ;
- la faculté de Sciences biomédicales (Kuopio) ;
- la faculté de Sciences sociales et d'Économie (Joensuu, Kuopio).